# 降水

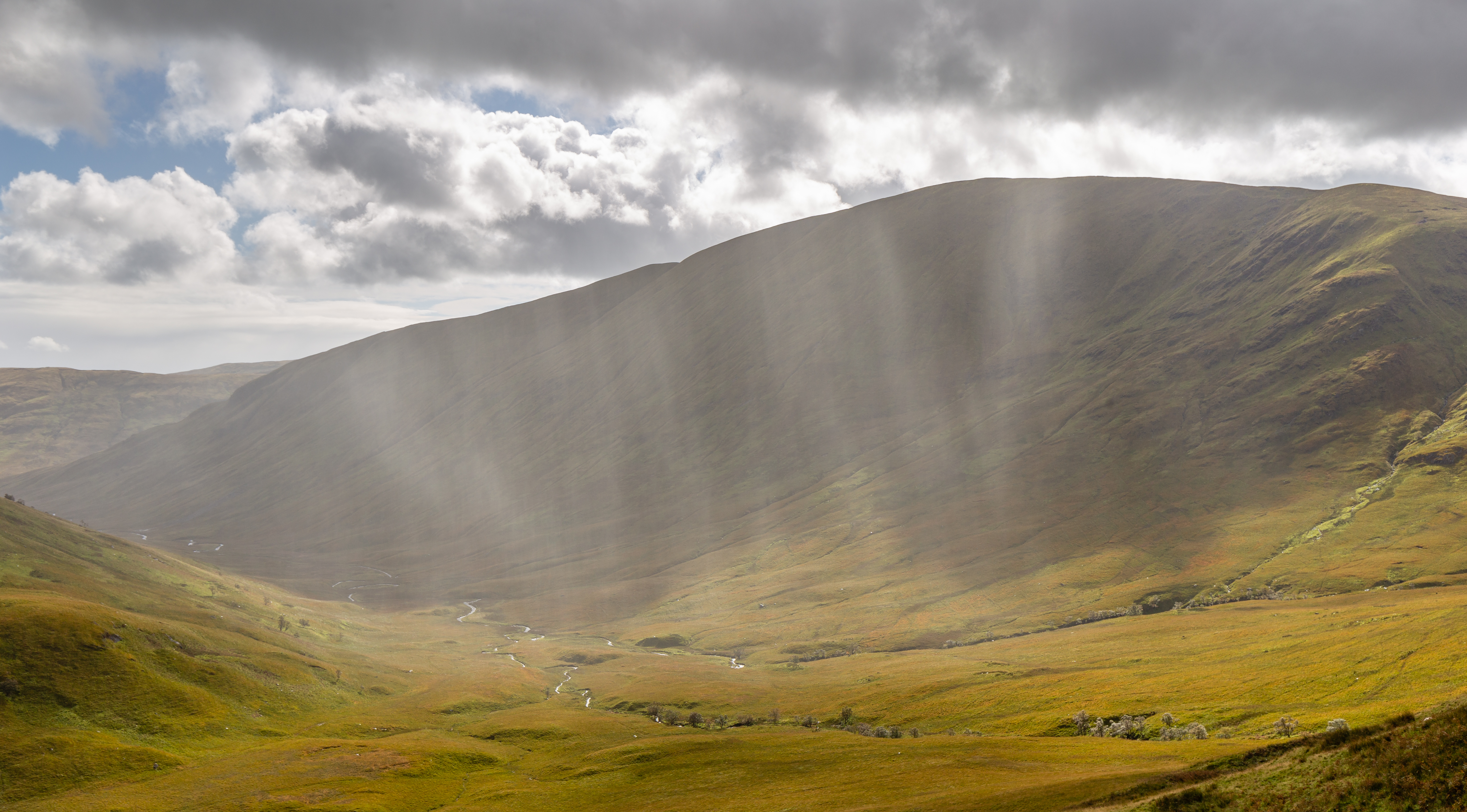
雨

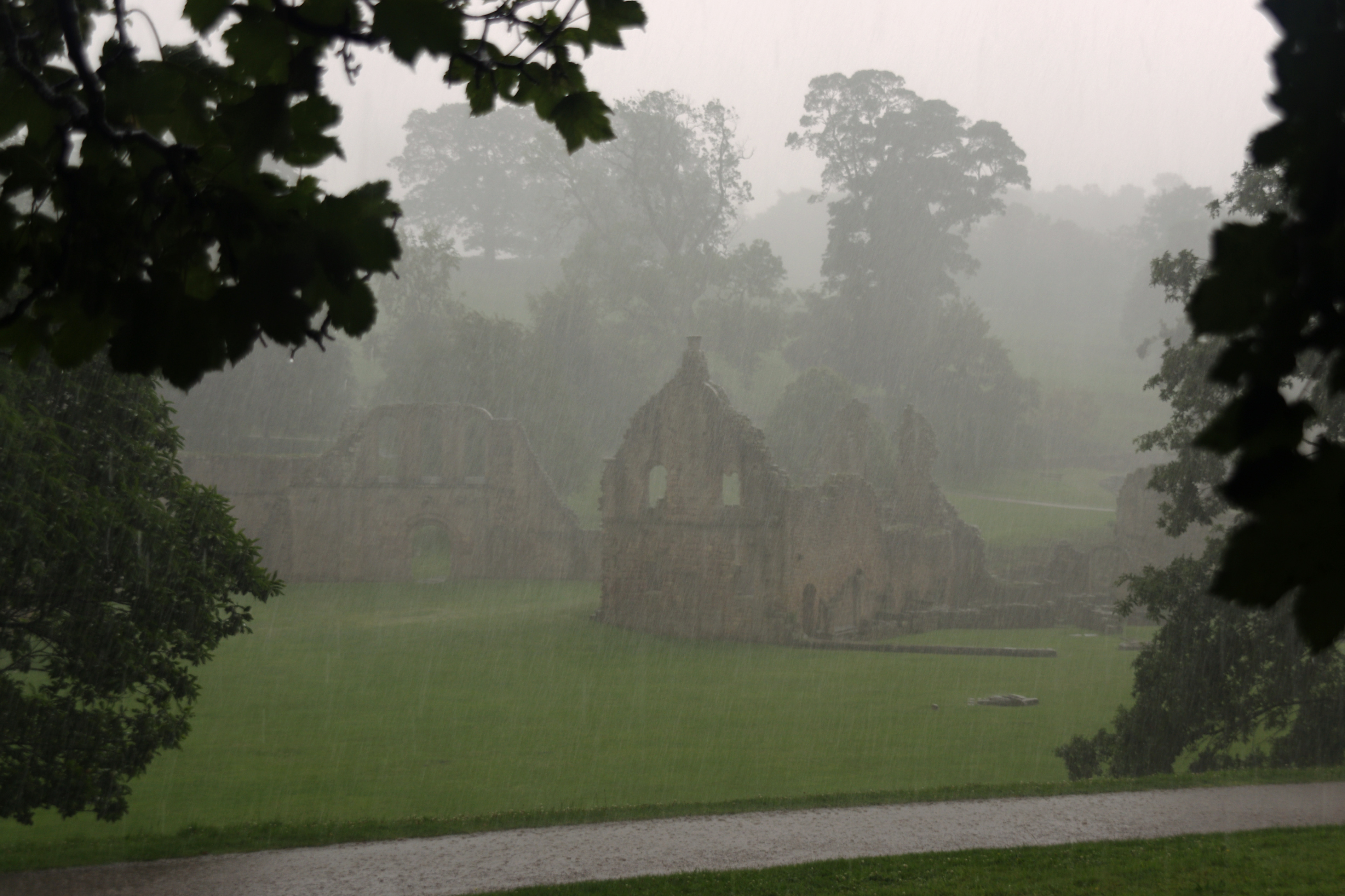
強い雨

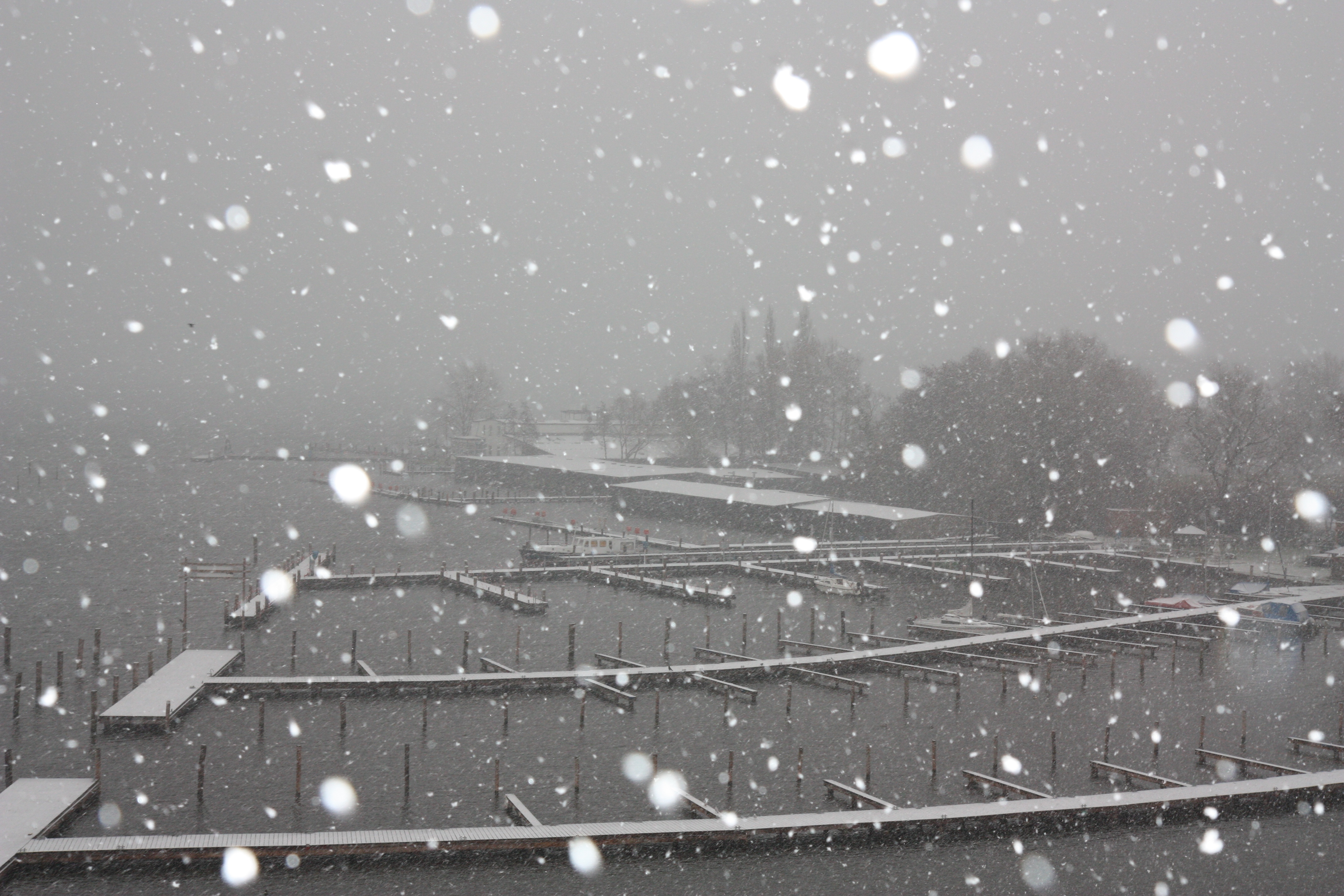
雪

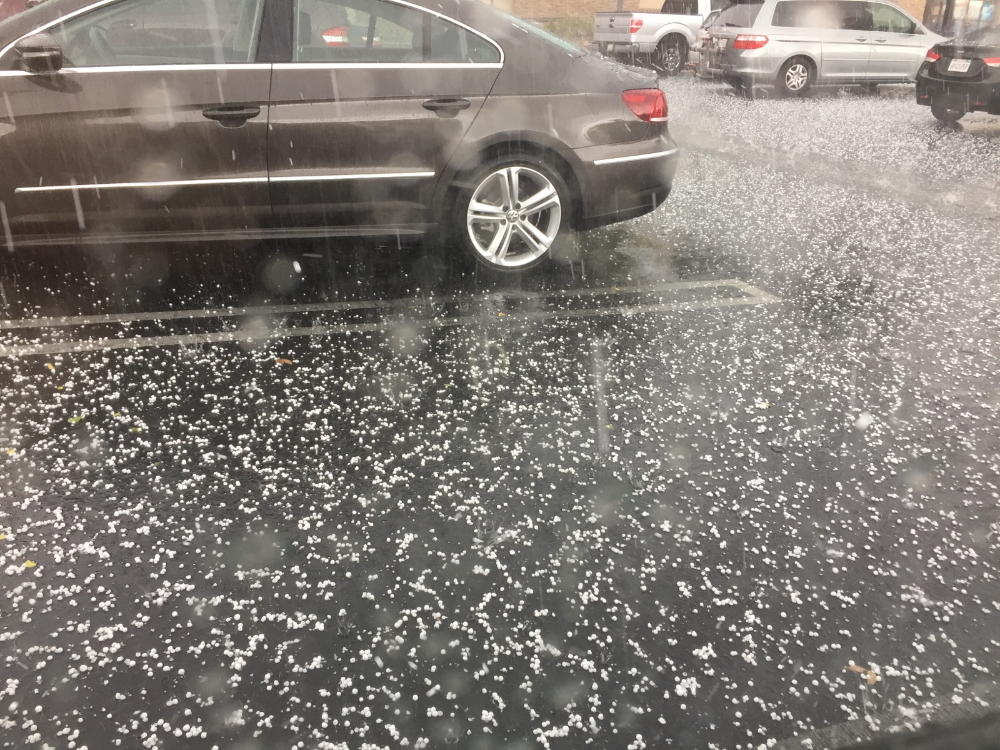
雹

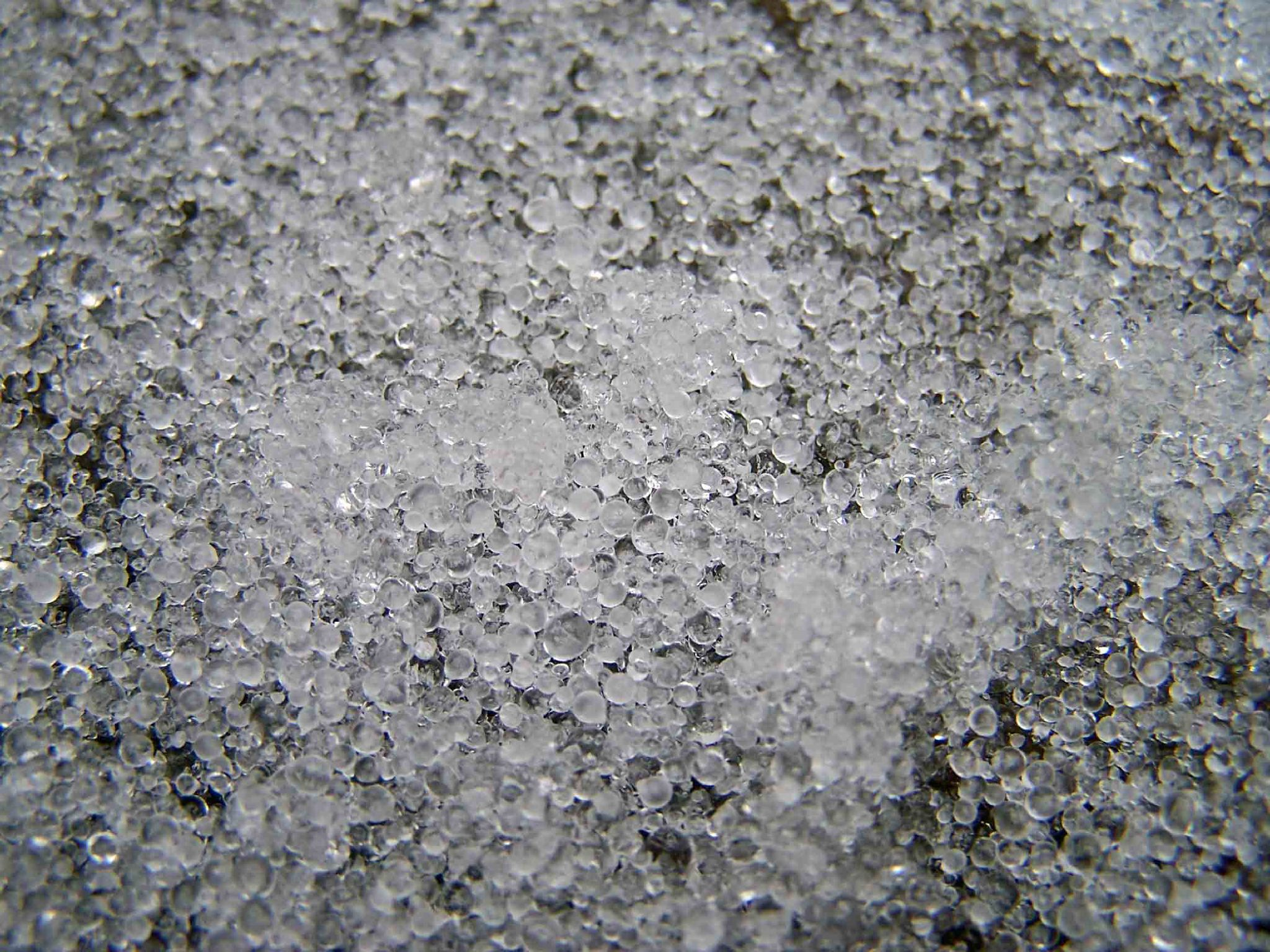
凍雨

降水（こうすい, precipitation）とは、水蒸気が凝結して大気中において形成される液体または固体の水が、重力により落下する現象を指す気象学用語。降水現象ともいう。気象現象の1つであり、大気水象 (英: hydrometeor)に分類される。地球上の水循環の1部分であり、大気から陸上や海洋への水の移動を担う。個々には、雨、雪、霙（みぞれ）、霰（あられ）、雹（ひょう）などが含まれる。

## 降水のメカニズム
その原理は単純だがさまざまな物理現象が関与している。海洋、湖、河川、陸地の地面、植物などから水が蒸発し、大気には気体の水蒸気が含まれている。大気は循環しており、風に乗って別の場所に移動して、冷やされて、凝結して微小な水滴に、あるいは昇華して微小な氷晶になって、その集合体である雲となる。雲の中で水滴や氷晶は成長して重くなり、落下して地上や海上に降り注ぐ。
できはじめの雲の水滴の大きさは約1 - 20 マイクロメートル(μm)で、雲の中で成長した雨粒の大きさは平均で約1 ミリメートル(mm)。
雲の水滴のほとんどは、核となる凝結核の助けを借りて凝結する。水滴の凍結や水蒸気から直接の昇華により氷の結晶に変化するときも、核となる氷晶核の助けを借りる。多くの降水は、雲が発達して0 ℃以下（たいていは-10 ℃以下）の冷たい部分で生じた氷の結晶（氷晶）の存在が成長にはたらいている。雲の冷たい部分にはたくさんの過冷却の水滴とわずかな氷晶があって、水と氷の過飽和度が異なる効果により、水滴が蒸発して氷晶に昇華する。氷晶は昇華や氷晶どうしの併合などで大きな雪の結晶（雪片）に成長していく。
雲の中の上昇気流によって小さな水滴や氷晶は浮かんでいるが、大きくなると落下を始め、地表に達して雨や雪となる。
雪の結晶は0 ℃以上の暖かい空気の層に入ると融解を始め、解け切ると雨になる。融解の速さは気温と湿度に関係している。雪と雨が混在する霙は雪が解けている途中で降るもの。
海のような暖かく湿った大気では、水滴のまま大きくなって雨粒になるものもある。この種の雨粒は、水滴の密度が高い雲の中で、主に水滴どうしの併合によって大きくなる。
上方に大きく発達した積乱雲などでは、氷晶がさらに大きく丸い氷の粒に成長、ときに融解と凍結を繰り返して積層構造を持つ氷の塊になる。これが霰や雹。

## 降水の種類
以下のような降水現象がある。
- 雨 - 水滴の降水。降り方や強度によって、水滴の大きさや数密度は大きく異なる。霧雨と区別する場合、直径5 ミリメートル(mm)以上のものを指す。降雨域の端で生じる蒸発で小さくなった水滴は霧雨ではなく雨とし、その分布がまばらであることから判断する[10][11][12]。
  - 霧雨 - 非常に小さい水滴だけが高い数密度で一様に降る降水。層雲から降る。落下はゆっくりで浮遊しているようにも見える[10][11][13]。
  - 過冷却の雨（着氷性の雨）、過冷却の霧雨（着氷性の霧雨） - 0 ℃以下の水滴の降水。地物に付着して凍結することがある。雨と同様、過冷却の霧雨と区分する場合がある[10][11][14][15]。
- 雪 - 氷の結晶の降水。降り方、大きさや結晶の形は、状況によって大きく異なる。昇華により形成され、様々な形の結晶の単独、あるいはそれらの組み合わせからなり、約-5 ℃を超えるやや暖かいときは大きな雪片となる[10][16]。
  - 霧雪 - 非常に小さい白色で不透明な氷の粒の降水。ふつう1 mm未満で、氷霰に似るがそれよりも潰れていたり細長かったりする。堅い地面で弾んだり壊れたりしない。気温がおよそ0 ℃から-10 ℃のとき、層雲や霧から降り、その量はとても少ない。しゅう雨性の降水にはならない[10][11][17]。
- 霙（みぞれ） - 雨と雪が混在する降水。気温が0 ℃よりわずかに高い時にみられる[10][11][18][19]。
- 霰（あられ） - 雪霰と氷霰の総称で、直径5 mm未満の氷の粒の降水。たいていは白色不透明または半透明[10][20]。
  - 雪霰（雪あられ） - 白色不透明の氷の粒の降水。球状や円錐状。堅い地面で弾んでよく割れ、踏むとすぐ潰れる。気温が0 ℃に近い時にみられ、しゅう雨性の降水になる[10][11][21]。
  - 氷霰（氷あられ） - 半透明の氷の粒の降水。ほとんど球状。堅い地面で音を立てて弾み、踏んでも潰れにくい。しゅう雨性の降水になる[10][11][22]。
- 雹（ひょう） - 直径5 mm以上の氷の粒や塊の降水。透明な層と不透明な層が何層か重なる積層構造をしているか、透明や不透明のひとつの氷の塊。常にしゅう雨性の降水になる[10][11][23]。
- 凍雨 - 透明な氷の粒の降水。球形や不規則な形をしており、直径5 mm未満。堅い地面で音を立てて弾み、踏んでも潰れにくい。しゅう雨性の降水にはならない[10][11][24]。
- 細氷 - ダイヤモンドダストとも呼ぶ。晴れた空からゆっくり降る（雲から落下しない）非常に小さい氷の結晶の降水。浮遊しているように見え、太陽光が反射して輝いて見える。気温-10 ℃未満に冷え込んだ、風の弱い晴れた日に生じる。水平視程は 1キロメートル(km)以上[10][11][25]。

対流性の雲（対流によって垂直方向に発達する雲 = 積雲や積乱雲）から降るものを「しゅう雨性」の降水 (shower)といい、突然降りはじめたり突然降り終わったりし、降水強度の変化が激しい。しゅう雨性の雨は驟雨（しゅう雨）、しゅう雨性の雪は驟雪（しゅう雪）ともいう。にわか雨やにわか雪と呼ぶこともある
。
これと反対に、降雨強度があまり変化しないで降り、地域的にも偏りの少ない雨（降水が一様なもの）を地雨といい、層状の雲（乱層雲や高層雲など）から降ることが多い。
「天気」の観測ではいくつかの現象をまとめる。また、記録を行っていない地点もある。日本の気象庁の例を以下に挙げる。
- 「天気」 - 「雪」に霧雪と細氷を含める。雪あられ、氷あられ、凍雨は「あられ」と記録する[31]。
- 「大気現象」 - 目視観測を行う拠点（管区気象台、及び拠点である一部の地方気象台）ではそれぞれの降水現象を記録している。ほとんどの地方気象台では従来目視観測を行っていたが、2020年2月（関東甲信地方では2019年2月）に大気現象の記録と天気の目視観測を廃止、天気の降水は雨・雪・霙のみとなった。自動気象観測装置では雹などの大きさの判別ができないことによる[32][33][34][35][36]。

霧、靄（もや）はそれらを構成する水滴が小さく浮遊しており、また霜は大気中の水蒸気が物体表面に直接昇華して起こるため、それぞれ降水には含まれない。

## 降水の観測と予測
1時間、10分間など一定の時間に降った降水の量は降水量といい、雪などの氷は溶かして水にして、その水の深さで表す。また、降水量の大小は降水強度、雨では降雨強度ともいい、「弱い雨」「強い雨」「激しい雨」など階級を定めて呼び分けることがある。
降水の観測方法はいくつかある。降水量を直接測るのが雨量計。アメダスに採用されている転倒ます型雨量計は内蔵ヒーターが雪などを溶かして観測できる仕組みとなっている。
雨が降っているがどうか（降り出し・降り止み）の観測には目視のほか、計器では感雨器を用いる。降水の形態、特に雪・霙・霰・雹などを観測・区別する方法は目視が中心である。視程測定の手法を応用して雨雪の判別などを行う散乱計もある。なお、気象庁の天気を自動観測している地点では、感雨器が降水を検知したときの気温と湿度から雨雪または霙の判別を行っている。
広い範囲の降水を観測する方法として気象レーダーがあり、降水の移動や変化が分かる。降水強度と反射電波の強度の関係は経験式により表される。経験式の定数が降水の分布や強度により異なることなどから誤差が生じるが、これを考慮して雨量計の観測値を用いて補正することで、面的分布を精度よく解析している。
降水現象が一定時間に起こる確率を予報する手法を降水確率予報といい、日本では一定時限（ある時間帯内）に積算1mm以上の降水がある確率を降水確率という。

## 降水の地理特性
各地の降水量は地域や季節によって異なり、極端に多い地域や少ない地域も存在する。
全地球を平均した年間降水量は、陸上で720mm、海洋で1120mm。ただ、海洋では降水より蒸発が多く、陸上では蒸発より降水が多くなっていて、水循環の上では、海洋から蒸発した水の約10 %が陸上に降水として移動する。
降水の大小に影響を与える要素はいくつかある。緯度は高いほど気温が低いため降水量は少ない傾向にある。そして、大陸の内陸部よりも海洋に近い沿岸部のほうが降水量が多い傾向にある。しかし、その傾向を打ち消して降水量が多い地域や少ない地域もあり、主に大気大循環や季節風が影響している。
大きなスケールで平均すると、熱帯収束帯のある赤道付近の熱帯で最も降水量が多い。その両側の亜熱帯陸上は亜熱帯高圧帯で降水量が少ない（乾燥帯）。中緯度の温帯は降水量が多く、高緯度の冷帯はやや少なくなるが乾燥帯より多い。温帯や熱帯では季節により降水量が変化し雨季と乾季が現れる地域が多い。夏季多雨・冬季少雨の地域と夏季少雨・冬季多雨の地域に大別され、中緯度では大陸東岸が前者、大陸西岸が後者となりやすい。
地形、特に高い山岳地帯は降水分布に大きな影響を与える。1,000～2,000mを超えるような山脈や高地があるとその風上側では地形性の上昇気流により降水量が増え（地形性降雨）、風下側では乾燥風が吹き下ろして降水量が減る（雨蔭）。インド北東部、ハワイ・カウアイ島Waialeale山、カメルーン・カメルーン高地など世界の顕著な多雨地帯は年間通してあるいは雨季に山脈の風上となる地域に多い。日本でも最多雨地である大台ケ原や屋久島をはじめ、多雨地域である九州・四国・紀伊半島南東山麓や北陸北西山麓は多雨期に風上となる。
低緯度や中緯度地域では積乱雲による降り方の変化が激しいしゅう雨性の降水（対流性降雨、スコール）が多くみられ、夕立もその1種。また低緯度や中緯度地域の島嶼や沿岸地域では、熱帯低気圧により強風を伴ったまとまった大雨がもたらされ、総雨量数百mm・平年数カ月分に達することがある。
カナダ西部やアメリカ北西部の山岳地帯、ヨーロッパ北西部のスカンディナビア半島、南米西部アンデス山脈の南部は低気圧性の降雪の量が多い。日本列島の日本海側や北アメリカ五大湖の東側スノーベルト (snowbelt) では、寒気が暖かい水面で変質する機構と山脈の影響を受け、局所的に降雪が多い。
両極を中心とした高緯度地域や中低緯度の高山の一部では、気温が低いため降水が雪などの固体降水に限られ、夏季に地表付近のみ凍土が融けるツンドラ、年間を通して氷点下にある地域では万年雪や氷河がみられる。氷河地域では降水量は少ないものの、地吹雪により地表付近の雪が巻き上げられて移動する。